# The Legend of Zelda: The Wind Waker
The Legend of Zelda: The Wind Waker, в Японии выпущена как The Legend of Zelda: Takt of Wind (яп. ゼルダの伝説 風のタクト Зэруда но Дэнсэцу : Кадзэ но Такуто, букв. «Легенда о Зельде: Палочка Ветра») — видеоигра в жанре action-adventure из серии The Legend of Zelda, разработанная и выпущенная компанией Nintendo для консоли Nintendo GameCube. Игра вышла в 2002 году в Японии и в 2003 году в Северной Америке и Европе. Графически выполнена по технологии цел-шейдинга.
Осенью 2013 года на приставку Wii U был выпущен ремастер игры под названием The Legend of Zelda: The Wind Waker HD.

## Сюжет
Действие игры разворачивается спустя несколько столетий после событий, описанных в The Legend of Zelda: Ocarina of Time. Идеологически игра развивает концепцию Ocarina of Time, предоставляя игроку целостный мир, множество уникальных героев и ещё больше свободы действия. В этой части Линк путешествует по затопленному миру Хайрул с целью спасти принцессу Зельду и остановить безжалостного Ганона.

## Версия для Wii U
Ремастер Wind Waker для игровой приставки Nintendo Wii U был анонсирован 23 января 2013 года в рамках презентации «Nintendo Direct». Игра, получившая название, The Legend of Zelda: The Wind Waker HD поступила в продажу в Америке 20 сентября 2013 года. В октябре того же года начались продажи ремейка в Европе и Австралии.
Обновленная версия игры получила улучшенную графику с поддержкой 1080p и более качественным освещением. Кроме того, игра поддерживает второй экран Wii U для быстрого доступа к карте, инвентарю и настройкам. Был обновлен саундтрек. Ремастер также содержал несколько изменений в геймплее и поддержку сетевых функций —  социальной сети Miiverse.
Одновременно с HD-версией игры в продажу поступило лимитированное издание консоли Wii U, в оформлении которой использовались мотивы The Legend of Zelda.

## Отзывы и критика
| Сводный рейтинг | Сводный рейтинг | Сводный рейтинг |
| Издание         | Оценка          | Оценка          |
| Издание         | GC              | Wii U           |
| --------------- | --------------- | --------------- |
| GameRankings    | 94,43 %         | 91,08 %         |

| Сводный рейтинг | Сводный рейтинг |
| Агрегатор       | Оценка          |
| --------------- | --------------- |
| GameRankings    | 92,17 %         |

Игра снискала признание игровой общественности и получила высокие оценки в прессе. Так The Wind Waker стала лучшей игрой 2003 года по мнению сайта GameSpot.
Ремейк игры для платформы Nintendo Wii U также получил восторженные отзывы критиков. По данным агрегатора Metacritic, рейтинг игры составил 90/100 (на основе 70 рецензий). Наряду с достоинствами оригинальной игры рецензенты отмечали улучшения в графике и освещении.
The Legend Of Zelda: The Wind Waker получила премию BAFTA в области игр 2004 года в номинации «Adventure Game».